# Liste der Kulturdenkmäler in Hamburg-Duvenstedt
Die Liste der Kulturdenkmäler in Hamburg-Duvenstedt enthält die in der Denkmalliste ausgewiesenen Denkmäler auf dem Gebiet des Stadtteils Duvenstedt der Freien und Hansestadt Hamburg.
Basis ist der Datensatz Denkmalliste Hamburg auf dem Transparenzportal Hamburg. Dieser enthält alle Objekte, die rechtskräftig nach dem Hamburger Denkmalschutzgesetz vom 5. April 2013 unter Denkmalschutz stehen (§ 6 Abs. 1 DSchG HA) oder zumindest zeitweise standen. Die Denkmalliste steht auch als PDF-Dokument zur Verfügung. Alle Denkmäler in Duvenstedt, die schon nach dem Denkmalschutzgesetz vom 3. Dezember 1973, zuletzt geändert am 27. November 2007, unter Denkmalschutz standen, sind auch auf der Liste der Kulturdenkmäler im Hamburger Bezirk Wandsbek zu finden.

## Legende
- ID: Gibt die vom Denkmalschutzamt Hamburg vergebene Objekt-ID (Identifikationsnummer) des Kulturdenkmals an, (in Klammern gegebenenfalls die Denkmalnummer nach altem Denkmalschutzgesetz).
- Adresse: Nennt den Straßennamen und, wenn vorhanden, die Hausnummer des Kulturdenkmals. Die Grundsortierung der Liste erfolgt nach dieser Adresse.
- Art: Zeigt an, ob es ein Objekt („O“) oder ein Ensemble („E“) ist.
- Datierung: Gibt die Datierung an; das Jahr der Fertigstellung bzw. den Zeitraum der Errichtung.
- Ensemble: Gibt die Nummer des Ensembles an, zu der das Objekt gehört, bzw. bei Ensembles die Nummer des Ensembles selbst.

Hinweis: Die Grundsortierung der Liste erfolgt nach der Adresse und ist alternativ nach ID, Art (Objekt oder Ensemble), Typ, Datierung, Entwurf oder Kurzbeschreibung sortierbar.

| ID           | Adresse                                                                    | Art | Typ                                                          | Kurzbeschreibung                                                                | Datierung           | Entwurf                    | Ensemble | Bild           |
| ------------ | -------------------------------------------------------------------------- | --- | ------------------------------------------------------------ | ------------------------------------------------------------------------------- | ------------------- | -------------------------- | -------- | -------------- |
| 25432        | Beim Ziegelhof 2 (Lage)                                                    | O   | Wohnwirtschaftsgebäude                                       |                                                                                 | 1885/1895; 1920, um |                            |          |                |
| 25429 (864)  | Duvenstedter Damm 6 (Lage)                                                 | O   | Wohnwirtschaftsgebäude                                       |                                                                                 | 1800, um            |                            |          |                |
| 25439        | Duvenstedter Damm neben Nr. 29 (Lage)                                      | O   | Kriegerdenkmal (Kriegerdenkmal 1939/45)                      |                                                                                 | 1962                | Klupp, Wilhelm             |          | weitere Bilder |
| 29660        | Duvenstedter Damm neben Nr. 29 (Lage)                                      | O   | Denkmalanlage, Kriegerdenkmal (Kriegerdenkmal 1914/18)       | Denkmalanlage am Duvenstedter Damm mit Klinkermonument, Hügel und Klinkertreppe | 1925                | Klupp, Wilhelm             |          | weitere Bilder |
| 29659        | Duvenstedter Markt 4 (Lage)                                                | O   | Kirchengebäude; u. a.                                        | Duvenstedter Markt 4, Cantatekirche, Kirchengebäude, Turm und Nebengebäude      | 1966/1967           | Eckert von Holst, Brigitte |          | weitere Bilder |
| 25443        | Farkenwisch bei Nr. 22/24 (Lage)                                           | O   | Taubenhaus                                                   |                                                                                 | 19. Jh., vermutl.   |                            |          | weitere Bilder |
| 25433        | Im Ellernbusch 55 (Lage)                                                   | O   | Wohnhaus                                                     |                                                                                 | 1905–1912           |                            |          |                |
| 31021        | Lohe Ecke Tangstedter Weg, gegenüber von Nr. 18, Tangstedter Weg Ecke Lohe | E   |                                                              | Kriegerdenkmal Lohe / Tangstedter Weg                                           |                     |                            | 31021    | weitere Bilder |
| 25440        | Lohe Ecke Tangstedter Weg, gegenüber von Nr. 18 (Lage)                     | O   | Denkmalanlage, Kriegerdenkmal (Kriegerdenkmal 1870/71 u. a.) | Kriegerdenkmal 1870/71 und für die Erhebung Schleswig-Holsteins                 | 19. Jh., 4. Viertel |                            | 31021    |                |
| 29657        | Poppenbütteler Chaussee 31 (Lage)                                          | O   | Kate                                                         | Poppenbütteler Chaussee 31, Haus und Nebengebäude                               | 1743                |                            |          |                |
| 25436        | Sarenweg 156 (Lage)                                                        | O   | Wohnhaus                                                     | Sarenweg-Siedlung (Sarenweg 152–162)                                            | 1943–1945           |                            |          |                |
| 25431        | Schleusenredder 1 (Lage)                                                   | O   | Wohnhaus (Wohnwirtschaftsgebäude (nach Umbau))               |                                                                                 | 1914                |                            |          |                |
| 29656        | Schleusenstieg 40 (Lage)                                                   | O   | Villa                                                        | Schleusenstieg 40, Villa und Laube                                              | 1920, um            |                            |          |                |
| 29658 (1086) | Specksaalredder 2 (Lage)                                                   | O   | Wohnhaus (Sommerhaus)                                        | Specksaalredder 2, Wohnhaus, Einfriedungsmauer und Treppe                       | 1900, um            |                            |          | weitere Bilder |
| 25441        | Tangstedter Weg Ecke Lohe (Lage)                                           | O   | Denkmalanlage, Kriegerdenkmal (Kriegerdenkmal 1870/71 u. a.) | Kriegerdenkmal 1870/71 und für die Erhebung Schleswig-Holsteins                 | 1900, um            |                            | 31021    |                |
| 25430 (1782) | Trilluper Weg 3, 5 (Lage)                                                  | O   | Schulanlage                                                  |                                                                                 | 1848                |                            |          | weitere Bilder |